# Daren Kagasoff
Daren Kagasoff född den 16 september 1987 är en amerikansk skådespelare. Han är mest känd i rollen som Ricky Underwood i ABC:s familjedrama The Secret Life of the American Teenager 2008-2013.

## Filmografi

### Film
- 2014 – Ouija

### TV
- 2008 – The Secret Life of the American Teenager (TV-serie)
- 2014 – Stalker (TV-serie)
- 2014 – Red Band Society (TV-serie)
- 2015 – Blue (TV-serie)